# Strada statale 41 (Polonia)
La strada statale 41 (sigla DK 41, in polacco droga krajowa 41) è una strada statale polacca che attraversa il Paese da Nysa a Trzebina.